# The Rally Park

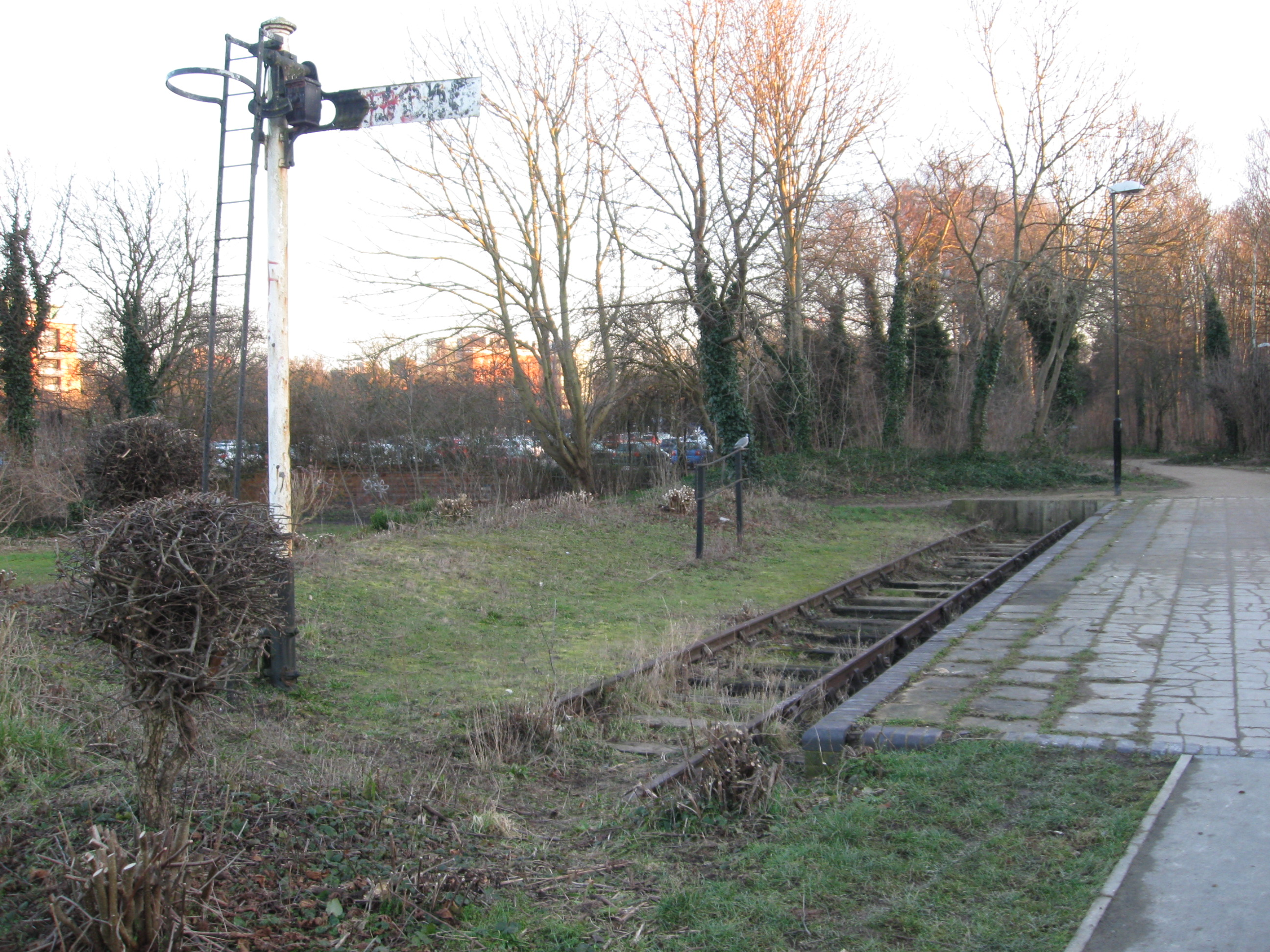
The Rally Park - przystanek kolejowy

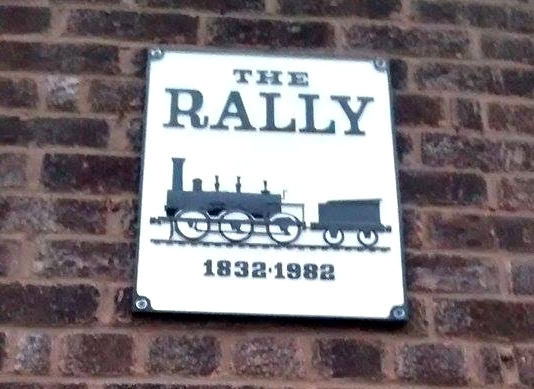
Tabliczka informacyjna - lata funkcjonowania kolei

The Rally Park – park miejski w mieście Leicester w Wielkiej Brytanii położony między ulicami Fosse Road North, Bonchurch Street, Tudor Road.
w latach 1893 -1982 przez park przechodziła linia kolejowa na początku przeznaczona do transportu towarowego następnie do ruchu pasażerskiego.
Po zlikwidowaniu linii kolejowej pozostawiono przystanek kolejowy wraz z torem i semaforem upamiętniający tę historię.
Park posiada plac zabaw dla dzieci, boisko piłkarskie dla amatorów oraz pagórki dla uprawiania sportów rowerowych.
Blisko parku przepływa rzeka Soar.